# XVII Concili de Toledo
El XVII Concili de Toledo fou una runió general dels bisbes de les províncies del Regne de Toledo convocats pel rei Ègica el 694. Es va inaugurar el 9 de novembre del 694 a l'Església de Santa Leocadia, sense que s'hagi pogut establir quants bisbes van assistir.
Tal com havia fet amb els dos suposats juraments del XV Concili de Toledo va inventar ara un complot mundial dels jueus contra els reis de tot l'orbe, i fins i tot va assegurar que en alguns regnes els jueus s'havien rebel·lat. El rei va indicar que sabia per confessions de jueus conversos (en aquest cas algú les hauria revelat) que els hebreus hispans havien conspirat amb els d'altres llocs per rebel·lar-se junts contra els cristians. Ègica al·ludia a la seva pietat envers els jueus i exhibia com prova que els havia permès conservar els seus esclaus cristians (per tant en el 693 els jueus seguien posseint esclaus cristians) si ells es convertien al cristianisme. Assegurava que els jueus conversos havien continuat en les seves creences secretament, i proposava acabar amb ells convertint-los en esclaus, llevat de la Narbonense, on l'epidèmia que assolava la província (que durava des dels inicis del regnat d'Ègica o abans) havia provocat un descens alarmant de població i on els jueus sols serien condemnats a lliurar les seves propietats al dux. Els bisbes van confirmar (no és clar si per les confessions dels jueus o per l'obediència al rei) la conspiració dels jueus del regne amb jueus estrangers i "per ordre" del rei es va declarar que serien desposseïts de totes les seves propietats i serien convertits en esclaus juntament amb les seves dones i fills. No podrien ser manumesos ni, en la seva condició d'esclaus, se'ls permetria practicar la seva religió. Els esclaus cristians dels jueus serien alliberats i el rei designaria a alguns d'aquests esclaus cristians (que en la seva condició d'homes lliures es comprometrien a no permetre als seus antics amos jueus convertits en esclaus, practicar els seus ritus) perquè rebessin als jueus esclavitzats, amb la condició que paguessin els impostos que abans pagaven els israelites (inclòs l'impost especial sobre els jueus). Els fills dels jueus els serien arrabassats quan arribessin als set anys i serien lliurats a cristians perquè els eduquessin en la fe catòlica i quan arribessin a l'edat adequada els casessin amb cristians.
Els bisbes també van declarar l'anatema sobre tot aquell que després de mort Ègica ofengués a la seva vídua o als seus fills, donant-se una detallada llista de les ofenses. I se sol·licitaven oracions pel benestar del rei i de la família reial en totes les esglésies catedralícies del regne, cada dia de l'any llevat del divendres sant (dia que no se celebrava missa).